# Pleuroprion hystrix
Pleuroprion hystrix är en kräftdjursart som först beskrevs av Sars 1877.  Pleuroprion hystrix ingår i släktet Pleuroprion och familjen Antarcturidae. Inga underarter finns listade i Catalogue of Life.